# Yoon Jin-hee
Yoon Jin-hee est une haltérophile sud-coréenne née le 4 août 1986 à Wonju, dans la province de Gangwon.
Troisième des Championnats du monde d'haltérophilie 2007, elle est ensuite médaillée d'argent aux Jeux olympiques d'été de 2008 à Pékin en moins de 53 kg. Une nouvelle médaille de bronze est remportée aux Mondiaux de 2009. Elle est médaillée de bronze aux Jeux olympiques d'été de 2016 à Rio de Janeiro en moins de 53 kg.